# Juin 2006

## Actualités du mois
Mise en service prévue de l'Airbus A380 et livraison au premier client, Singapore Airlines.

### Jeudi1erjuin 2006
- Fusion entre Wanadoo et Orange du Groupe France Télécom qui donnera la marque Orange.

- Début de la saison des ouragans aux États-Unis.

- Chine : selon une annonce du ministre chinois de la Culture Sun Jiazheng, le gouvernement chinois a décidé la création de la « Journée du Patrimoine culturel » en Chine, qui sera célébrée chaque année le deuxième samedi du mois de juin.

- France : Antoine Zacharias, PDG de Vinci a été contraint à démissionner.

- Valve Software sort Half-Life 2: Episode One sur Steam

### Samedi3 juin 2006
- Le RFC de Liège se qualifie pour la division 3 nationale belge, qu'il avait quittée il y a deux ans.
- Conformément aux résultats du référendum organisé le 21 mai, le parlement du Monténégro a adopté ce soir une déclaration d'indépendance qui marque de fait la dissolution de l'union entre la Serbie et le Monténégro.
- Canada : 400 agents de la gendarmerie royale du Canada et d'autres forces de sécurité font l'arrestation de 17 Canadiens et la saisie de 3 tonnes de nitrate d'ammonium dans le cadre du démantèlement d'un réseau projetant des attentats terroristes en Ontario.

### Dimanche4 juin 2006
- Pérou : Élection générale, Alan García devient président du pays avec 55 % des voix.

### Lundi5 juin 2006
- Serbie : à la suite de la proclamation d'indépendance du Monténégro le 3 juin 2006, le Parlement serbe a adopté une résolution proclamant la Serbie comme héritière de l'État de "Serbie-et-Monténégro", et a ordonné au gouvernent serbe de prendre dans les 45 jours suivants, toutes les dispositions nécessaires pour liquider les dernières structures étatiques de l'État fédéral désormais dissout.
- Islande : le Premier ministre islandais Halldór Ásgrímsson démissionne, il sera remplacé par Geir Haarde.

### Mardi6 juin 2006
- Création de Ultras Eagles, l'une des ultras de Raja Club Athletic

### Mercredi7 juin 2006
- Canada : selon l'agence de nouvelle de La Presse canadienne, un comité de députés s'est penché sur la question de la sécurité sur la Colline du Parlement canadien. De plus, ce comité de députés a arpenté le secteur de la Colline parlementaire en se mêlant à des touristes visitant le Parlement canadien. Pour aller plus loin, cet examen devait avoir lieu depuis quelques semaines, mais son importance fut accrue en raison des informations voulant que de présumés terroristes aient envisagé de frapper la Colline et de s'en prendre tout particulièrement au premier ministre du Canada Stephen Harper.

- États-Unis : le Sénat américain bloque une nouvelle fois le mariage homosexuel, une proposition chère à la droite religieuse et défendue avec ferveur par le président George W. Bush. La majorité républicaine a toutefois eu la satisfaction de voir une courte majorité de sénateurs soutenir sa proposition d'interdire le mariage gay lors d'un vote de procédure, par 49 voix contre 48.

### Jeudi8 juin 2006
- Haya Rashed Al-Khalifa a été élue présidente de la 61e assemblée générales des Nations unies.
- Canada : le ministre de l'éducation de la province de Québec Jean-Marc Fournier annonce que l'enseignement de l'anglais sera imposé aux enfants de la première année du primaire dès le mois de septembre en visitant l'école Joli-Bois de Saint-Gabriel-de-Valcartier, près de la ville de Québec. Cette école était une des six qui a servi d'expérience pilote à cet égard depuis deux ans. Trois autres écoles se sont rajoutées l'an dernier.
- Canada : selon un article du journal francophone canadien La Presse, le chef du Parti québécois André Boisclair, l'homme qui a succédé à Bernard Landry, a confirmé qu'il sera candidat lors d'une élection partielle dans la circonscription de Pointe-aux-Trembles, une circonscription de l'Est de Montréal, après avoir mis au jour son intention en mars 2006 d'être présent l'Assemblée nationale de la province canadienne de Québec dès la session parlementaire de l'automne.
- États-Unis : la Bibliothèque et le Musée Présidentiel John Fitzgerald Kennedy à Boston mettent sur pied un projet qui consiste à poster sur Internet des documents totalisant 48 millions de pages, 400 000 photos et 1 200 heures de vidéos. Selon, Allan B. Goodrich, l'archiviste de cette bibliothèque, après avoir été numérisés, les papiers de l'ancien président des États-Unis John F. Kennedy seront disponibles dans 18 mois.
- Irak : selon le premier ministre irakien Nouri al-Maliki et l'armée américaine, Abou Moussab Al-Zarqaoui a été tué au cours d'un raid aérien. Le président américain a réclamé son crâne et les os.
- Irak : le Parlement irakien a investi les candidats présentés par le premier ministre Nouri al-Maliki, aux postes de ministres de la défense et de l'intérieur et de secrétaire d'État à la sécurité nationale. Ainsi, le général sunnite Abdelkader Djassim, chef d'état-major de l'armée irakienne, devient le ministre de la défense. Le chiite Djaouad Al-Bolani devient le ministre de l'intérieur et le chiite Chirwan Al-Waïli est nommé au secrétariat d'État à la sécurité nationale[1]

- Suisse : une cellule terroriste, qui prévoyait une attaque contre la compagnie israélienne El Al à Genève, a été démantelée.

### Vendredi9 juin 2006
- Coupe du monde de football en Allemagne

- France : le Suisse Roger Federer, numéro un mondial, s'est qualifié pour la finale du tournoi de tennis de Roland-Garros, par abandon de l'Argentin David Nalbandian, alors que le score était de 3-6, 6-4, 5-2 en faveur de Federer.

- France / Grande-Bretagne: Tony Blair et Jacques Chirac ont lancé une coopération sur l'énergie nucléaire, illustrant leur volonté de faire avancer l'Europe sur des projets concrets. À l'occasion du sommet franco-britannique à l'Élysée, Paris et Londres ont décidé de mettre en place un forum nucléaire franco-britannique, associant gouvernements, industries et experts, dans la perspective du renouvellement du parc de centrales nucléaires britanniques. De plus, cette rencontre entre Blair et Chirac constitue le 28e sommet franco-britannique. Paris et Londres étudient la possibilité de construire en commun des porte-avions, la France ayant retenu le modèle d'une propulsion classique. Jacques Chirac a annoncé le lancement dès l'an prochain du programme des futurs porte-avions communs. Les deux pays moteurs de l'Europe de la défense, qui assurent 50 % du budget militaire européen, ont évoqué une possible coopération dans les drones et demandé à l'Agence européenne de défense de combler les lacunes européennes en matière de transport stratégique, ravitaillement en vol et communications.

### Samedi10 juin 2006
- France : centenaire du bus en France : le premier autobus urbain a été mis en service le 10 juin 1906. Pour fêter l'événement, la RATP, régie autonome des transports parisiens, présente un des bus d'origine sur la place Jules Joffrin (18e arrondissement), entouré de comédiens en costumes d'époque. D'autres manifestations viendront marquer ce centenaire.

- France : plusieurs milliers d'étrangers en situation irrégulière et d'associations les soutenant ont manifesté à Paris pour demander le retrait du projet de loi Sarkozy sur l'immigration et la régularisation de tous les sans-papiers. Malgré le vote de la loi devant l'Assemblée nationale, le collectif veut intensifier ses actions et appelle à une journée de mobilisation dimanche 11 juin, avec notamment un pique-nique de protestation sur la pelouse de Reuilly, à Paris.

### Dimanche11 juin 2006
- France : Rafael Nadal remporte pour la deuxième fois consécutive les Internationaux de France de tennis.

### Lundi12 juin2006
- Musique : sortie internationale de Under the Iron Sea, album de Keane
- Musique : décès du compositeur hongrois György Ligeti.
- Début du procès de David Hotyat, assassin présumé de la famille Flactif, le 11 avril 2003.

### Mardi13 juin 2006
- Irak : au cours d'une visite-éclair en Irak, le président américain George W. Bush a rencontré le Premier ministre irakien Nouri al-Maliki. Il lui a déclaré : « L'avenir de votre pays est entre vos mains ».

### Mercredi14 juin 2006
- Mexique : la répression policière d'une grève des professeurs à Oaxaca amorce un climat d'insurrection dans la ville.

### Vendredi16 juin 2006
- France : début de l'affaire EADS, avec l'annonce officielle des difficultés rencontrées par la société Airbus.

### Samedi17 juin 2006
- Russie : le chef séparatiste tchétchène, Abdoul-Khalim Sadoulaïev, est tué dans un échange de tirs avec les forces russes à Argoun. Plusieurs policiers auraient également péri dans l'incident.

### Lundi19 juin 2006
- Catalogne : depuis le 19 juin 2006, la Catalogne est reconnue comme « réalité nationale », au sein de l'Espagne, c'est-à-dire une communauté autonome d'Espagne avec un statut de communauté historique.

### Mardi20 juin 2006
- France : Inauguration du musée du quai Branly par Jacques Chirac

### Mercredi21 juin 2006
- France : Fête de la musique
- France : La France joue les demi-finales de la Coupe du Monde des -21 ans en rugby à XV à Clermont-Ferrand devant l'Australie

### Jeudi22 juin 2006
- Mondial : le Ghana et l'Italie sont qualifiés.

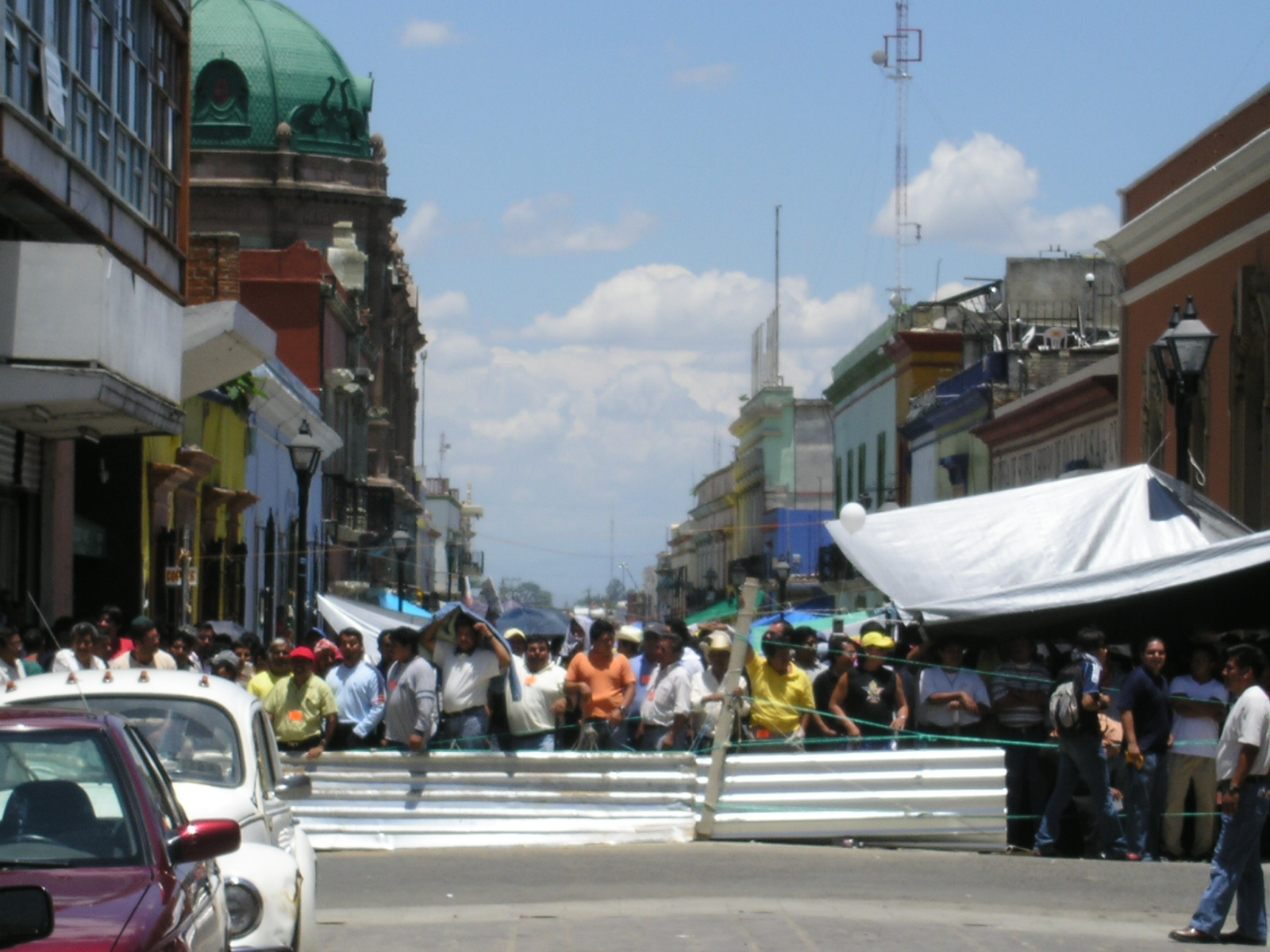
Oaxaca, Mexique : la manifestation en centre-ville du 22 juin 2006 est un prélude à la révolte de Oaxaca.

- ONU : le Conseil de sécurité recommande à l'Assemblée générale, l'admission du Monténégro comme 192e État membre de l'organisation. Le vote de l'Assemblée générale, réunie en séance plénière, étant prévu théoriquement pour le 28 juin prochain.
- France : Assia Djebar reçue à l'Académie française

### Vendredi23 juin 2006
- Immigration : la mobilisation contre l'expulsion des enfants scolarisés sans-papiers à la fin de l'année scolaire s'amplifie et la pétition du Réseau éducation sans frontières dépasse les 63 000 signatures.

### Samedi24 juin 2006
- Philippines : la peine de mort est abolie par la présidente Gloria Macapagal-Arroyo.
- Coupe du monde de football : l'équipe de France passe la phase de poules.
- Astronomie : les nouvelles lunes de Pluton ont un nom : Hydre et Nix.
- Royaume-Uni : Cadbury rappelle plus d'un million de barres chocolatées.
- États-Unis : Dick Cheney défend le droit de surveiller les comptes bancaires.

### Dimanche25 juin 2006
- France : inauguration d'un mémorial honorant les musulmans morts durant la Première Guerre mondiale.
- Luxembourg : Arcelor fusionne avec Mittal Steel.
- Rugby à XV : victoire de l'équipe de France, championne du monde des -21 ans devant l'Afrique du Sud 24-13 à Clermont-Ferrand, au Stade Marcel-Michelin.
- Mauritanie : la population approuve avec entre 80 et 90 % des voix les amendements à la constitution proposés par le gouvernement intérimaire[2].

### Lundi26 juin 2006
- Palestine : les Israéliens tuent 22 Palestiniens dont cinq enfants[réf. nécessaire], et expulsent huit travailleurs pacifistes italiens[réf. nécessaire].
- Grèce : 75 % des écoles supérieures en grève contre le projet de privatisation des écoles depuis le 7 juin[3],[4].
- France : Olivier Besancenot représentera la LCR à la présidentielle de 2007.
- Timor oriental : démission du premier ministre Marí Alkatiri.
- Italie : les Italiens rejettent les modifications constitutionnelles proposées en référendum.
- Médecine : des cellules souches utilisées pour soigner la paralysie chez le rat.

### Mardi27 juin 2006
- États-Unis : l'immeuble de la Deutsche Bank voisin du World Trade Center est pollué par l'amiante, le plomb et le mercure à la suite de la chute des deux tours[5].
- Palestine : le Hamas et le Fatah tombent d'accord sur un document qui reconnaît implicitement Israël via celle des frontières définies en 1967.

### Mercredi28 juin 2006
- ONU : le Monténégro devient le 192e État membre de l'organisation.
- Belgique : les corps sans vie de Nathalie Mahy et Stacy Lemmens retrouvés à proximité du lieu du rapt.
- Moyen-Orient : déclenchement de l'opération Pluies d'été : incursion des forces israéliennes dans la bande de Gaza dans le but de sauver le soldat Gilad Shalit enlevé en territoire israélien.
- Mondial : la France se qualifie pour les quarts de finale en battant l'Espagne de trois buts contre un.

### Jeudi29 juin 2006
- France : en mars 2006, le tribunal de grande instance de Clermont-Ferrand avait donné son feu vert à l'adoption d'un petit garçon de deux ans par Marie-Hélène Beauvisage, compagne de sa mère biologique. Cette adoption est annulée par la Cour d’appel de Riom[6].
- États-Unis : la Cour suprême déclare illégales les commissions militaires mises en place par le président Bush pour juger certains des détenus de Guantanamo.
- Moyen-Orient : l'armée israélienne capture huit ministres du gouvernement palestinien, membres du Hamas, dont le ministre des finances, Omar Abdelrazek, au cours de l'opération Pluie d'été.

### Vendredi30 juin2006
- France : la loi DADVSI est adopté.